# James Spader
James Todd Spader (n. 7 februarie 1960, Boston, Massachusetts, SUA) este un actor  și producător de film american. A interpretat personaje excentrice în filme precum drama Sex, minciuni și casete video pentru care a câștigat Premiul pentru cel mai bun actor la Festivalul de Film de la Cannes, în filmul SF Stargate, în thrillerul psihologic controversat Terapie de șoc, în filmul romantic erotic Secretara (2002) și în Lincoln de Steven Spielberg (2012).

## Filmografie

### Film
| An   | Titlu                    | Rol                  | Notes                    |
| ---- | ------------------------ | -------------------- | ------------------------ |
| 1978 | Team Mates               | Jimmy                | First Role               |
| 1981 | Endless Love             | Keith Butterfield    | Ca Jimmy Spader          |
| 1985 | Starcrossed              | Joey Callaghan       |                          |
| 1985 | Tuff Turf                | Morgan Hiller        |                          |
| 1985 | The New Kids             | Eddie "Dutra" Dutra  |                          |
| 1986 | Pretty in Pink           | Steff                |                          |
| 1987 | Mannequin                | Richards             |                          |
| 1987 | Baby Boom                | Ken Arrenberg        |                          |
| 1987 | Less Than Zero           | Rip                  |                          |
| 1987 | Wall Street              | Roger Barnes         |                          |
| 1988 | Greasy Lake              | Digby                | Scurt-metraj             |
| 1988 | Jack's Back              | John / Rick Westford |                          |
| 1989 | Sex, Lies, and Videotape | Graham Dalton        |                          |
| 1989 | The Rachel Papers        | Deforest             |                          |
| 1990 | Bad Influence            | Michael Boll         |                          |
| 1990 | White Palace             | Max Baron            |                          |
| 1991 | True Colors              | Tim Gerrity          |                          |
| 1992 | Storyville               | Cray Fowler          |                          |
| 1992 | Bob Roberts              | Chuck Marlin         |                          |
| 1993 | The Music of Chance      | Jack Pozzi           |                          |
| 1993 | Dream Lover              | Ray Reardon          |                          |
| 1994 | Wolf                     | Stewart Swinton      |                          |
| 1994 | Stargate                 | Dr. Daniel Jackson   |                          |
| 1996 | Crash                    | James Ballard        |                          |
| 1996 | 2 Days in the Valley     | Lee Woods            |                          |
| 1997 | Keys to Tulsa            | Ronnie Stover        |                          |
| 1997 | Driftwood                | The Man              |                          |
| 1997 | Critical Care            | Dr. Werner Ernst     |                          |
| 1998 | Curtain Call             | Stevenson Lowe       |                          |
| 2000 | Supernova                | Nick Vanzant         |                          |
| 2000 | The Watcher              | Joel Campbell        |                          |
| 2000 | Slow Burn                | Marcus               |                          |
| 2001 | Speaking of Sex          | Dr. Roger Klink      |                          |
| 2002 | Secretary                | E. Edward Grey       |                          |
| 2002 | The Stickup              | John Parker          |                          |
| 2003 | I Witness                | Douglas Draper       |                          |
| 2003 | Alien Hunter             | Julian Rome          |                          |
| 2004 | Shadow of Fear           | William Ashbury      |                          |
| 2009 | Shorts                   | Mr. Black            |                          |
| 2012 | Lincoln                  | William N. Bilbo     |                          |
| 2014 | The Homesman             | Aloysius Duffy       |                          |
| 2015 | Avengers: Age of Ultron  | Ultron               | Voce, captură de mișcare |

### TV
| An        | Titlu                        | Rol                      | Note                                    |
| --------- | ---------------------------- | ------------------------ | --------------------------------------- |
| 1983      | Diner                        | Fenwick                  | Scurt-metraj TV                         |
| 1983      | The Family Tree              | Jake Nichols             | 6 episoade                              |
| 1983      | Cocaine: One Man's Seduction | Buddy Gant               | Film TV                                 |
| 1983      | A Killer in the Family       | Donny Tison              | Film TV                                 |
| 1984      | Family Secrets               | Lowell Everall           | Film TV                                 |
| 1985      | Starcrossed                  | Joey Callaghan           | Film TV                                 |
| 1994      | Frasier                      | Steven (voce)            | Episodul: "Slow Tango in South Seattle" |
| 1997      | Seinfeld                     | Jason "Stanky" Hanky     | Episodul: "The Apology"                 |
| 2003      | The Pentagon Papers          | Daniel Ellsberg          | Film TV                                 |
| 2003–2004 | The Practice                 | Alan Shore               | 22 episoade                             |
| 2004–2008 | Boston Legal                 | Alan Shore               | 101 episoade                            |
| 2006      | Discovery Atlas              | Narrator (voice)         | Episodul: "China Revealed"              |
| 2011–2012 | The Office                   | Robert California        | 25 episoade                             |
| 2013–2023 | Lista neagră                 | Raymond "Red" Reddington | De asemenea, producător executiv        |